# Vincent LaDuke
Vincent LaDuke (* 1929; † 19. Juni 1992), auch Sun Bear genannt, war ein US-amerikanischer Autor und Gründer einer Gruppe innerhalb der New-Age-Bewegung. Er gehörte zu den Anishinabe und wuchs in der White Earth Indian Reservation im US-Bundesstaat Minnesota auf. LaDuke veröffentlichte mehrere Bücher mit Bezug auf indianische Spiritualität und gründete eine Gruppe namens Bear Tribe Medicine Society.
Seine Tochter ist die Politikerin und Bürgerrechtlerin Winona LaDuke.

## Publikationen
LaDuke veröffentlichte mehrere Bücher, in denen er indianische Rituale und Vorstellungen sowie spirituelle Praktiken beschrieb und deutete, wobei zweifelhaft ist, ob der Inhalt authentisch oder lediglich an spirituelle Inhalte indigener Völker angelehnt ist. LaDuke äußerte sich dazu widersprüchlich. Seit den 1960er Jahren war er Herausgeber der quartalsweise erscheinenden Zeitschrift Many Smokes, die er einer „universellen indianischen Brüderschaft“ widmete. In dieser verurteilte LaDuke als Herausgeber das Konzept von Wahlen, präsentierte eine angeblich indianische Vorstellung eines Führers, der uneigennützig dem Volk dient, und bewarb seine Gruppe. Um den bevorstehenden Niedergang zu überstehen, solle man eigene Landwirtschaft und Vorratshaltung betreiben.

## Gruppe
LaDuke gründete die Gruppe Bear Tribe Medicine Society um 1970 gemeinsam mit drei Frauen nicht-indigener Abstammung. Der Hauptsitz befand sich bei Spokane im US-Bundesstaat Washington. Die Mitgliedschaft ist an keine bestimmte ethnische oder kulturelle Zugehörigkeit gebunden, jedoch richtet sich das Angebot an nicht-indigene Personen, aus denen seine Anhängerschaft hauptsächlich besteht. Mitglieder erhielten indianisch klingende Namen. Die Gruppe publizierte neben LaDukes Werken zahlreiche weitere Schriften. Das Kursangebot schloss Survival-Techniken ein, um die Teilnehmer auf den von LaDuke erwarteten Untergang der menschlichen Zivilisation vorzubereiten. LaDuke forderte seine Anhänger auf, große Vorräte von Lebensmitteln und anderen Gütern anzulegen. Nach LaDukes Tod führte seine nichtindigene Geschäftspartnerin Marlise James, genannt „Wabun Wind“, die Gruppe weiter.

## Kritik
Die Entfremdung spiritueller Inhalte von ihrem ursprünglichen Kontext und ihre kommerzielle Verwertung stößt bei Vertretern indigener nordamerikanischer Spiritualität verbreitet auf scharfe Ablehnung.
LaDuke wurde als „Hausierer“ und „Plastik-Medizinmann“ bezeichnet. Ihm wurde vorgeworfen, seine Abstammung zu benutzen, um eine panindianische Muttergöttinnen-Rhetorik zu verkaufen, wodurch er vorgefasste Klischees verschlimmere.
Der Kommunikationswissenschaftler Ward Churchill nannte LaDuke einen Hausierer, der zusammen mit seiner nicht-indigenen Geschäftspartnerin James durch beachtlich hohe Mitgliedsbeiträge für seinen „Bear Tribe“ reich geworden sei. Dieser verkaufe nachgemachte Schwitzhütten- und Medizinradzeremonien („ersatz sweat lodge and medicine wheel ceremonies“) an jeden, der einen Tag lang Indianer spielen wolle und sich den Eintritt leisten könne. LaDukes lukrative Karriere bestehe darin, New-Age-Texte zu verfassen und nachgemachte Zeremonien an eine endlose Schar weißer Groupies zu verhökern.
Charles Cambridge, Dozent für Ethnologie an der University of Colorado Denver und Angehöriger der Nation der Navajo, bezeichnete LaDuke 1994 als Beispiel für die Ausbeutung der indianischen Religion sowie die Erfindung neuer Stämme. Er habe die Gelegenheit genutzt, Geld zu verdienen, indem er sich als spiritueller Führer und Heiler für verwirrte weiße Menschen inszeniere. Die von ihm erfundene Medizinrad-Religion sei ein Sammelsurium von Zeremonien vieler Stämme. Für die Teilnahme verlange er Geld.
Die Befugnis LaDukes, indianische Zeremonien auszuführen und zu vermarkten, wird von indigenen Nordamerikanern bestritten. Prominente Angehörige indigener Völker hätten ihm jegliche Qualifikation abgesprochen. Russell Means habe LaDuke als Lügner bezeichnet, der Zeremonien prostituiere und in ein profitorientiertes Geschäft verwandle, was noch das unindianischste an seinem Angebot sei. Die den Nisqually angehörige Bürgerrechtsaktivistin Janet McCloud habe Personen wie LaDuke als Diebe und Ausverkäufer bezeichnet, die genau wüssten, dass ihr Handeln unrecht sei. Daher würden sie auf Versammlungen der Stämme nicht mehr erscheinen.
LaDuke selbst bestritt, solche Zeremonien zu verwenden. Seine Zeremonien und Methoden seien nicht indianisch, sondern nur davon inspiriert. Er bezeichnete sich aber als „Chippewa-Medizinmann“ und „Brücke zwischen indigener und nicht-indigener Kultur“. Er habe in einer Vision den Auftrag erhalten, seine Lehren anderen zu vermitteln. LaDuke konnte nicht belegen, ein von den Chippewa anerkannter Medizinmann zu sein. Tatsächlich sei er seiner eigenen ethnischen Gruppe bereits seit Jahrzehnten entfremdet gewesen. Innerhalb seines selbst gegründeten, fast ausschließlich aus Nichtindianern bestehenden „Stammes“ habe er sich den Titel „medicine chief“ gegeben. Das Kursangebot dieser Gruppe von 1991 stellte 15 Referenten vor, von denen keiner nachvollziehbare indigene Bezüge aufwies. Teile des Kursangebots stünden in keinem Bezug zu nordamerikanischen Kulturen und seien profanen Inhalts. Für die Teilnahme an einem „Medicine Wheel Gathering“ sei eine Gebühr von 170 US-Dollar pro Person verlangt worden. Schwitzhüttenrituale biete er für 50 Dollar, Visionssuchen für 150 Dollar pro Person an. Für ein Wochenende „spiritueller Einkehr“ sei eine Teilnahmegebühr von 500 Dollar verlangt worden. Bei dieser Veranstaltung in Granby im US-Bundesstaat Colorado kam es zu Störungen und Protesten durch Mitglieder des American Indian Movement.
Suzanne Owen berichtete, bei einer Veranstaltung mit LaDuke in England 1991 sei die Sprache wie zufällig auf Pfeifenrituale gekommen, und LaDuke habe die Teilnehmer zum Kauf von Pfeifen aufgefordert, die zum Teil von ihm gesegnet wurden. Durch solche Veranstaltungen sei offenbar eine große Anzahl nicht-indigener „Pfeifenträger“ entstanden. Sie verglich dies mit der Vorstellung, durch den Kauf eines Priesterkragens zum Pfarrer zu werden. Teilnehmer seien zum Besuch kostenpflichtiger Psychotherapiesitzungen aufgefordert worden. LaDuke habe angegeben, der von ihm vorhergesagte Zusammenbruch der Zivilisation erfolge in Kürze. Ereignisse apokalyptischen Ausmaßes würden die Küstenregionen Nordamerikas und Südenglands verwüsten. Im Jahr darauf habe man ihn nach Großbritannien holen wollen, um dort Schüler seiner Lehre zu begutachten, jedoch sei er vorher verstorben.

## Werke
- Das Medizinrad. Eine Astrologie der Erde (mit Wabun). Dianus Trikont, München 1981; Goldmann, München 2005, ISBN 3-442-21740-7
- Büffelherzen. Werkstatt-Edition, Baden-Baden 1981, ISBN 3-923080-00-X
- Der Pfad der Kraft. Sein Weg, wie er ihn Wabun und Barry Weinstock erzählt hat. Goldmann, München 1987, ISBN 3-442-11801-8
- Leben mit der Kraft. Ein Selbsthilfebuch für das Leben in der Wildnis. Goldmann, München 1988, ISBN 3-442-11822-0
- Die Erde liegt in unserer Hand. Eine Vision unseres Planeten. Goldmann, München 1991, ISBN 3-442-30565-9
- Das Medizinrad-Praxisbuch. Übungen zur Heilung der Erde. Goldmann, München 1993; ebd. 1997, ISBN 3-442-13237-1
- Das Medizinrad-Traumbuch. Der indianische Weg der Traumdeutung. Goldmann, München 1995; ebd. 1999, ISBN 3-442-21519-6